# Thaumatovalva spinai
Thaumatovalva spinai is een vlinder uit de familie van de bladrollers (Tortricidae). De wetenschappelijke naam van de soort is, als Thaumatotibia spinai, voor het eerst geldig gepubliceerd in 2010 door Józef Razowski & Pasquale Trematerra. Timm & Brown maakten de combinatie in het geslacht Thaumatovalva".

## Type
- holotype: "male, 16.IV.2004. leg. A. Sciarretta & G. Spina"
- instituut: Collectie Pasquale Trematerra, Campobasso, Italië
- typelocatie: "Ethiopia, Omo Valley, Dowro Zone, Tarcha, 1400 m"